# Hex (Spiel)

Hex-Brett mit 11 mal 11 Feldern

Hex ist ein strategisches Brettspiel, das von Piet Hein, einem dänischen Dichter und Mathematiker, erfunden wurde.

## Geschichte
Hein stellte das Spiel 1942 unter dem Namen „Polygon“ am Niels-Bohr-Institut vor. Am 26. Dezember 1942 veröffentlichte die dänische Zeitung Politiken das Spiel, und es wurde dadurch in Dänemark populär.
1947 erfand John F. Nash an der Princeton University unabhängig von Piet Hein dasselbe Spiel auf der Basis von spieltheoretischen Überlegungen. Noch heute wird es in Princeton oft gespielt und dabei als „John“ oder „Nash“ bezeichnet.
1952 veröffentlichte Parker Brothers das Spiel unter dem Namen „Hex“, der bis heute der bekannteste Name des Spiels ist. Piet Hein vertrieb das Spiel als „con-tac-tix“.

## Beschreibung
Es wird auf einem rhombenförmigen Brett mit z. B. 11 mal 11 sechseckigen Feldern gespielt. In der Nash-Biographie „A beautiful Mind“ wird dargestellt, dass John Nash 14 mal 14 für die beste Größe hält. Zwei gegenüberliegende Seitenlinien sind rot, die beiden anderen blau. Die Eckfelder zählen zu beiden Farben. Ein Spieler gewinnt, wenn er die Seiten seiner Farbe mit seinen Spielsteinen verbindet. Hex ist eng verwandt mit anderen Verbindungsspielen wie TwixT oder Y.

## Spielregeln
- Man spielt auf einem rhombenförmigen Brett aus n mal n sechseckigen Feldern (Bild). Piet Hein empfahl dafür ein 11×11-Brett, John Nash dagegen 14×14. Andere gebräuchliche Größen sind 13×13, 17×17 und 19×19. Ein Feld ist zu den sechs umgebenden Feldern benachbart (ein Feld am Brettrand hat vier und ein Eckfeld zwei bzw. drei Nachbarn).
- Die Parteien (Rot und Blau) setzen abwechselnd einen Stein ihrer jeweiligen Farbe auf ein noch unbesetztes Feld, Rot beginnt.
- Je zwei gegenüberliegende Seiten des Bretts sind mit der gleichen Farbe markiert. Jeder Spieler muss die Seiten seiner Farbe mit einer Kette seiner Steine verbinden, um zu gewinnen. Eine Kette besteht aus gleichfarbigen Steinen, die alle direkt oder indirekt zueinander benachbart sind.
- Um den Vorteil des ersten Zuges auszugleichen, verwendet man meist eine Tauschregel, laut der Blau nach dem ersten roten Zug die Farben tauschen kann. Das heißt, Blau übernimmt den Eröffnungszug von Rot und spielt mit den roten Steinen weiter. Rot dagegen bekommt die blauen Steine und muss gegen seinen eigenen Eröffnungszug spielen. Rot sollte somit seinen ersten Stein möglichst so setzen, dass weder Rot noch Blau einen erkennbaren Vorteil haben, denn Blau kann sich immer für die Seite entscheiden, die im Vorteil ist.

## Eigenschaften
- Ein Zyklus (Stellungswiederholung) kann nicht auftreten, da die Zahl der Steine auf dem Brett mit jedem Zug wächst.
- Ein Unentschieden ist ausgeschlossen, da die einzige Möglichkeit, den Gegner zu blockieren, darin besteht, selbst eine Gewinnkette zu bauen. Wenn alle Felder besetzt sind, gibt es immer für genau einen Spieler eine Gewinnkette.[1]
- Es ist ein endliches Spiel mit perfekter Information. Wenn beide Seiten optimal spielen, steht der Gewinner von vorneherein fest. Auf den praktisch verwendeten Brettgrößen (etwa ab 9 × 9) ist es aber bis jetzt noch nicht gelungen, die Gewinnstrategie vollständig zu analysieren und optimal zu spielen.
- Ohne Tauschregel hat Blau keine Gewinnstrategie, wie man wie folgt zeigen kann: Hätte Blau eine Gewinnstrategie, dann könnte Rot ihm diese „stehlen“, indem er zuerst einen beliebigen Zug macht und danach der Gewinnstrategie folgt. Rot hätte dabei einen zusätzlichen Stein auf dem ursprünglich besetzten Feld, was für Rot kein Nachteil sein kann. Dass Blau nicht auf dieses Feld setzen kann, ist für Rot nur ein Vorteil. Wenn die Strategie es vorsieht, dass Rot auf dieses Feld setzt, dann macht Rot stattdessen einen beliebigen anderen Zug, wodurch das zusätzlich besetzte Feld sozusagen verschoben wird. Da ein Unentschieden ausgeschlossen ist, hat Rot eine Gewinnstrategie.
- Mit Tauschregel hat Blau eine Gewinnstrategie, denn es kann immer die Seite wählen, für die eine Gewinnstellung vorliegt.
- Ohne die Tauschregel hat Rot auch in der Praxis beim Spiel zwischen menschlichen Spielern einen großen Vorteil. Bei Verwendung der Tauschregel sind hingegen die Gewinnchancen auf einem nicht zu kleinen Brett nahezu gleich.
- Wenn das Brett nicht in beiden Richtungen gleich groß ist (m × n Felder mit m ≠ n), dann ist für den Spieler, der die näher aneinander liegenden Seiten verbinden muss, eine Gewinnstrategie bekannt.

## Online-Spielmöglichkeiten
Die folgenden Server bieten allesamt neben Hex noch einige andere Spiele an.
- Little Golem ist ein rundenbasierter Server, d. h., die Spieldauer ist hier eher auf mehrere Tage angelegt (englisch).
- Board Game Arena bietet sowohl rundenbasiertes Spielen als auch Spielen in Echtzeit (d. h., man spielt die Partie an einem Stück zu Ende) an.
- igGameCenter ist ein Echtzeit-Server. Es kann lange dauern, bis man einen Gegner findet.
- Spiele-Kostenlos-Online.de